# کلاوس کینسکی
کلاوس کینسکی (به آلمانی: Klaus Kinski) (تولد ۱۸ اکتبر ۱۹۲۶ – درگذشته ۲۳ نوامبر ۱۹۹۱) بازیگر آلمانی بود که در بیش از ۱۳۰ فیلم ایفای نقش کرد.
شاید بتوان بهترین بازی‌های او را در فیلم‌های ورنر هرتسوک کارگردان آلمانی دید، فیلم‌هایی چون آگیره، خشم پروردگار (۱۹۷۲) و نوسفراتو، خون‌آشام (۱۹۷۹) از آن جمله‌اند.
او همچنین در فیلم‌های دوبار شلیک کن، برای تابوتی پر از دلار، سرتو بدزد… مرد، قهرمانان در جهنم، مرگ به یک قاتل لبخند می‌زند، سکوت بزرگ، هتل اسلاتر، یک نابغه، دو شریک و یک ساده‌دل، آخرین مرتدان، دورو، یک گلوله برای همه و میوه‌های شوق بازی کرده‌است.

## تجاوز جنسی
پولا کینسکی دختر بزرگ کینسکی در سال ۲۰۱۳ پدر خود را متهم کرد که چندین سال از جانب او مورد سوءاستفاده جنسی قرار گرفته‌است. پولا گفته‌است که پدرش از سن ۵ تا ۱۹ سالگی به او تجاوز می‌کرده‌است.

او در گفت‌وگو با مجله اشترن گفت:
«در برابر پدرم با گریه و زاری مقاومت می‌کردم، اما او بی‌اعتنا به التماس‌های من، کار خود را می‌کرد و به آنچه می‌خواست می‌رسید.»
پس از این اظهارات، ناستاسیا کینسکی خواهر پولا در یادداشتی که در روزنامه بیلد به چاپ رسید، نوشت:
«من به خواهرم افتخار می‌کنم که شهامت داشت و دهان باز کرد. من در کنار خواهرم هستم و از او طرفداری می‌کنم.»